# Arktischer Rochen
Der Arktische Rochen (Amblyraja hyperborea) ist ein Knorpelfisch aus der Familie Echte Rochen (Rajidae). Er kommt hauptsächlich in arktischen Gewässern und angrenzenden Meeresgebieten vor, wurde aber auch in wärmeren Bereichen des Atlantiks und Pazifiks sowie im Indischen Ozean registriert.

## Beschreibung
Die Art ist durch einen relativ kurzen Schwanz und eine spitze Schnauze gekennzeichnet. Die Oberseite ist braungrau bis blaugrau und die Unterseite ist meist heller mit dunkleren Stellen. Bei einzelnen Exemplaren überwiegen die dunklen Bereiche. Die maximale Länge liegt bei 106 Zentimetern.

## Verbreitung
Das hauptsächliche Verbreitungsgebiet erstreckt sich im Atlantik von den Shetland-Inseln, Färöer, Island und der Davisstraße zwischen Grönland und Kanada über Nordgrönland und Spitzbergen bis zur Barentssee. Individuen wurden auch im südlichen Atlantik an der Südspitze Afrikas entdeckt. Weitere Vorkommen gibt es im südöstlichen Indischen Ozean bei Australien und im Pazifik um Neuseeland. Sogar in warmen Meeresbereichen bei Costa Rica, Panama, Kolumbien und Ecuador wurden Exemplare gefangen.

## Verhalten
Der Arktische Rochen hält sich meist am Grund auf und bevorzugt weiche Meeresböden auf dem Kontinentalsockel. An unterseeischen Hängen wurde die Art bei Tiefen zwischen 140 und 2.500 m registriert, vor allem zwischen 300 und 1.500 m. Die Wassertemperatur kann in diesen Bereichen bis −1 °C sinken. Mit Ausnahme der mittelamerikanischen Population hält sich die Art selten in Bereichen auf, die wärmer als 4 °C sind. Die Nahrung besteht meist aus Knochenfischen sowie aus anderen Bewohnern des Meeresgrundes.
Weibchen legen Eier doch es kommt zu einer Paarung bei der das Männchen das Weibchen umarmt. Die Eierkapseln, die mehrere Eier enthalten können, sind 8–13 cm lang und 5–8 cm breit. Sie haben an jedem Ende harte Stacheln und werden auf sandigem oder schlammigem Grund abgelegt. Befruchtung und Eiablage erfolgen schon bei Temperaturen ab 0 °C.

## Gefährdung
Der Arktische Rochen gerät manchmal als Beifang in die Netze von Tiefseetrawlern, was die Population nach bisherigen Erkenntnissen bisher noch nicht beeinflusst hat. Die IUCN listet die Art deshalb als ungefährdet (Least Concern).